# Копальня Абролхос
Копальня Абролхос – колишні гірничі розробки на островах Хутман-Абролхос (Houtman Abrolhos), що лежать біля західного узбережжя Австралії.
В другій половині XIX століття на тлі зростаючого попиту на добрива велись пошуки та видобуток гуано на численних островах світового океану, зокрема, і на Абролхос. При цьому виявили, що місцеве гуано унаслідок значного рівня опадів втратило більшість азоту, натомість в карстових порожнинах, що мали глибину до 30 метрів, сформувались поклади фосфоритів (фосфоритного гуано). 
В 1884-му один з підприємців отримав ліцензію на видобуток фосфоритів, після чого на острові Рет-Айленд (Rat Island) облаштували необхідну інфраструктуру, яка включала колію для вагонеток та кам’яний причал. Розробки також охопили острови Ган та Pelsaert. Що стосується робочої сили, то нею стали чотири десятки малайців. 
Продукцію постачали до Австралії та Нової Зеландії. Всього за період за 1884 по 1896 роки з Абролхос вивезли 48 тисяч тонн фосфоритів.